# Зайкіно – Старо-Александрівка
Зайкіно — Старо-Александрівка — газопровід, обслуговує Зайкінське газопереробне підприємство (Оренбурзька область Росії).
У 1987-му році на південному заході Оренбурзької області почалась розробка Зайкінського родовища, при цьому видачу супутнього газу спершу організували до Нєфтєгорського газопереробного заводу, зокрема, відомо, що до останнього проклали трубопровід Зайкіно — Кулешовка діаметром 530 мм. Також велось будівництво значно потужнішого газопроводу діаметром 1020 мм до розташованого за півтори сотні кілометрів Отрадненського ГПЗ. Станом на 1990 рік вдалось спорудити не менш ніж 98 км траси, втім, у підсумку лінію Зайкіно — Отрадненський ГПЗ за допомогою перемички довжиною 32 км сполучили із компресорною станцією «Старо-Александрівка», яка обслуговувала газопровід Оренбург – Самара.
Певний час на Старо-Александрівську перекачували природний газ, який містив великі обсяги гомологів метану. Нарешті, в 2001-му стала до ладу перша черга Зайкінського газопереробного підприємства, яке вилучає фракцію С3+. Таким чином, по лінії Зайкіно — Старо-Александрівка почалось транспортування товарного газу (метан-етанової фракції).
Газопровід споруджений у підземному виконанні із заляганням на глибині 1,2—1,5 метра та має робочий тиск у 5,5 МПа.